# Internationale Cricket-Saison 1958/59
Die internationale Cricket-Saison 1958/59 fand zwischen November 1958 und März 1959 statt. Als Wintersaison wurden vorwiegend Heimspiele der Mannschaften aus Südasien, der Karibik und Ozeanien ausgetragen.

## Überblick

### Internationale Touren
| Beginn            | Heimteam   | Auswärtsteam | Resultate | Artikel |
| Beginn            | Heimteam   | Auswärtsteam | Test      | Artikel |
| ----------------- | ---------- | ------------ | --------- | ------- |
| 28. November 1958 | Indien     | West Indies  | 0–3 [5]   | Artikel |
| 5. Dezember 1958  | Australien | England      | 4–0 [5]   | Artikel |
| 20. Februar 1959  | Pakistan   | West Indies  | 2–1 [3]   | Artikel |
| 27. Februar 1959  | Neuseeland | England      | 0–1 [2]   | Artikel |

## Nationale Meisterschaften
Aufgeführt sind die nationalen Meisterschaften der Full Member des ICC.
| Land       | First-Class                 |
| ---------- | --------------------------- |
| Australien | Sheffield Shield 1958/59    |
| Indien     | Ranji Trophy 1958/59        |
| Neuseeland | Plunket Shield 1958/59      |
| Pakistan   | Quaid-e-Azam Trophy 1958/59 |
| Südafrika  | Currie Cup 1958/59          |